# Ulica Henryka Sienkiewicza w Siedlcach
Ulica Sienkiewicza – jedna z głównych ulic w centrum Siedlec, w dzielnicy Śródmieście.

## Przebieg
Ulica rozpoczyna się na skrzyżowaniu z ulicą Floriańską, na końcu przechodzi w ulicę Wojska Polskiego.

## Historia
Ulica powstała w drugiej połowie XIX wieku, nosiła nazwę ul. Ogrodowej, na której powstało pierwsze kino w mieście 1 lipca 1907 roku o nazwie Ekler. Na początku swojego istnienia, ulica była brukowa, potem nawierzchnię asfaltową uzyskała w latach 60 XX wieku. W 1999 roku została zmodernizowana, nastąpiła wymiana oświetlenia na stylowe latarnie, a chodniki zostały pokryte kostką brukową. 

## Pochodzenie nazwy
Nazwa poświęcona jest polskiemu pisarzowi Henrykowi Sienkiewiczowi.

## Obiekty

### Publiczne
- Samodzielny Publiczny Zakład Opieki Zdrowotnej 3
- Bohema - Centrum Rozrywki 10A
- Niepubliczny Zakład Opieki Zdrowotnej AS-MED 11
- Specjalny Ośrodek Szkolno Wychowawczy im. Marii Grzegorzewskiej 20
- BGŻ BNP Paribas 29
- Kościół garnizonowy Najświętszego Serca Pana Jezusa w Siedlcach
- Szkoła Podstawowa Nr 6 im. W. Broniewskiego 49
- Dworzec PKS Siedlce
- Centrum Stomatologiczne 54
- Miejski Ośrodek Kultury "Podlasie" 63

### Handlowe
- Pizzeria Da Grasso 12
- Pawilon Handlowy Ajax
- Foto-Jack 37
- Drogeria Rossmann 55
- FH Mars 61